# تيري ألين (لاعب كرة قدم أمريكية أمريكي)
تيري ألين (بالإنجليزية: Terry Allen)‏ هو لاعب كرة قدم أمريكية أمريكي، ولد في 21 فبراير 1968 في كوميرك في الولايات المتحدة.

## وصلات خارجية
- تيري ألين (لاعب كرة قدم أمريكية أمريكي) على موقع مرجع كرة القدم المحترفة.كوم (الإنجليزية)